# رياض العدساني
رياض العدساني (1976 -)، نائب سابق في مجلس الأمة الكويتي، وحاصل على شهادة البكالوريوس في التمويل والتسويق.
شارك في انتخابات مجلس الأمة الكويتي عام 2012 وحصل على المركز الثاني في الدائرة الثانية بـ6,401 صوت، وشارك أيضًا في انتخابات مجلس الأمة الكويتي عام 2013 وحصل على المركز الثاني أيضاً في الدائرة الثانية بـ2,869 صوت، وحصل على المركز الثاني في الدائرة الثانية في مجلس 2016 بمجموع أصوات 3,578، وهو ابن وزير الكهرباء والماء ووزير الأشغال العامة السابق أحمد العدساني.

## عضويات
- عمل في مؤسسة البترول الكويتية مُنذ عام 2001 حتى 2005.[2]
- عمل مساعدًا لمدير الاستثمار في الهيئة العامة للاستثمار من عام 2006 وحتى الآن.
- عضو مجلس إدارة جمعية النزهة بالانتخاب من 2005 إلى 2007 ورئيسًا مُنذ عام 2007 حتى عام 2010.[3]
- عضو مجلس الأمة فبراير 2012 المُبطل.
- عضو مجلس الأمة 2013، ثم استقال من مقعده مع أعضاء آخرين.
- عضو مجلس الأمة 2016.[4]

## أبرز مواقفه في مجلس الأمة
| استجواب الوزيرة هند الصبيح (يناير 2018)                  | ضد الاستجواب |
| استجواب الوزير بخيت الرشيدي (2018)                       | ضد الاستجواب |
| استجواب الوزيرة هند الصبيح (مايو 2018)                   | ضد الاستجواب |
| استجواب الوزير خالد الروضان (2019)                       | ضد الاستجواب |
| استجواب الوزير محمد الجبري (2019)                        | مع الاستجواب |
| استجواب الوزير نايف الحجرف (2019)                        | مع الاستجواب |
| استجواب الوزير براك الشيتان (2020)                       | مع الاستجواب |
| استجواب الوزير أنس الصالح (أغسطس 2020)                   | ضد الاستجواب |
| استجواب الوزير سعود هلال الحربي (أغسطس 2020)             | مع الاستجواب |
| استجواب الوزير سعود هلال الحربي (سبتمبر 2020)            | مع الاستجواب |
| استجواب الوزير أنس الصالح (سبتمبر 2020)                  | مع الاستجواب |
| تصويت فتح باب ما يستجد من أعمال (تعديل النظام الانتخابي) | موافق        |